# دليلة بوجمعة
دليلة بوجمعة سياسية جزائرية، وزيرة تهيئة الاقليم و البيئة، عينها الرئيس عبد العزيز بوتفليقة بـحكومة سلال الأولى.

## المناصب التي تولتها
- وزيرة تهيئة الاقليم و البيئة.[1][2][3][4]

- كاتبة دولة لدى وزير تهيئة الإقليم والبيئة والمدينة مكلفة بالبيئة.[5]